# Godfred
Godfred (dánsky obvykle jako Gudrød) byl první (třetí) historicky doložený dánský král. Vládl kolem let 803–810, tedy v době, kdy ještě neexistoval sjednocený dánský stát.
Godfred byl mladším synem krále Siegfrieda. Byl ve válce s Karlem Velikým, jenž roku 804 podrobil Sasko a postupoval dál až do jižního Dánska. Godfred nechal dobudovat Danevirke, uzavřel spojenectví s polabskými Slovany, dal vyplenit město Rörik. V roce 810 byl zavražděn před schůzkou s Karlem Velikým jedním ze svých družiníků.